# دوبروفکا (شهرستان میاکینسکی، باشقیرستان)
دوبروفکا (انگلیسی: Dubrovka, Miyakinsky District, Republic of Bashkortostan) یک شهرک در شهرستان میاکینسکی استان باشقیرستان کشور روسیه است.